# لسینا
لسینا (به ایتالیایی: Lesina) یک کومونه در ایتالیا است که در استان فوجا واقع شده‌است.

## خصوصیات
لسینا ۱۵۹ کیلومترمربع مساحت و ۶٬۳۹۵ نفر جمعیت دارد.